# Lohr am Main
Lohr am Main, Lohr a.Main – miasto w Niemczech, w kraju związkowym Bawaria, w rejencji Dolna Frankonia, w regionie Würzburg, w powiecie Main-Spessart, siedziba wspólnoty administracyjnej Lohr am Main, do której jednak miasto nie należy. Leży 15 km na północny zachód od Karlstadt, przy drodze B26, B276, B310 i linii kolejowej Würzburg – Aschaffenburg.

## Współpraca
Miejscowości partnerskie:
- Burgeis, Włochy (od 1972)
- Milicz, Polska (od 2001)
- Ouistreham, Francja (od 1992)
- Přísečnice, Czechy (od 1956)

## Osoby urodzone w Lohr am Main
- Nadine Angerer (ur. 1978) – piłkarka
- Franz Anton Brendel (1735–1799) – biskup Strasburga
- Franz Ludwig von Erthal (1730–1795) – biskup Bambergu i Würzburga
- Friedrich Karl Joseph von Erthal (1719–1802) – arcybiskup Moguncji, Elektor Rzeszy
- Franz Christoph von Hutten (1706–1770) – biskup Spiry
- Joseph Koeth (1870–1936) – polityk, minister